# Kisbágyon
Kisbágyon là một thị trấn thuộc hạt Nógrád, Hungary. Thị trấn này có diện tích 10,24 km², dân số năm 2010 là 451 người, mật độ 44 người/km².